# Osburn
Osburn és una població dels Estats Units a l'estat d'Idaho. Segons el cens del 2000 tenia 1.545 habitants.

## Demografia
Segons el cens del 2000, Osburn tenia 1.545 habitants, 699 habitatges, i 457 famílies. La densitat de població era de 445,2 habitants/km².
Dels 699 habitatges en un 23% hi vivien nens de menys de 18 anys, en un 54,8% hi vivien parelles casades, en un 7,3% dones solteres, i en un 34,5% no eren unitats familiars. En el 29% dels habitatges hi vivien persones soles el 14,9% de les quals corresponia a persones de 65 anys o més que vivien soles. El nombre mitjà de persones vivint en cada habitatge era de 2,21 i el nombre mitjà de persones que vivien en cada família era de 2,7.
Per edats la població es repartia de la següent manera: un 20,1% tenia menys de 18 anys, un 6,1% entre 18 i 24, un 24,9% entre 25 i 44, un 28,3% de 45 a 60 i un 20,7% 65 anys o més.
L'edat mediana era de 45 anys. Per cada 100 dones de 18 o més anys hi havia 93 homes.
La renda mediana per habitatge era de 29.856 $ i la renda mediana per família de 34.605 $. Els homes tenien una renda mediana de 31.574 $ mentre que les dones 20.769 $. La renda per capita de la població era de 17.532 $. Aproximadament el 10,1% de les famílies i l'11,7% de la població estaven per davall del llindar de pobresa.

## Poblacions més properes
El següent diagrama mostra les poblacions més properes.